# Люшер, Макс
Макс Лю́шер (нем. Max Lüscher; 9 сентября 1923, Базель, Швейцария — 2 февраля 2017, Люцерн, Швейцария) — швейцарский психолог и разработчик цветового Теста Люшера.

## Образование
В университете он изучал социологию, философию права и религии, клиническую психиатрию. В 1949 году защитил диссертацию «Цвет как инструмент психодиагностики».

## Первый доклад
В 1947 г. в возрасте 23 лет на первом всемирном конгрессе по психологии впервые представил основные положения цветовой диагностики. После этого диагностика Люшера получила международную известность и быстро распространилась по всему миру.

## Научная деятельность
В 1956 г. получил место профессора психологии в Амстердаме. Затем руководил медико-психологическими и социологическими исследованиями, проводимыми с использованием его теста в Западной Германии (Гамбург, Берлин, Мюнхен). В это время он разработал систему, позволяющую закодировать любой плоскостной дизайн и представить его в виде люшеровских цветов и форм. Это позволяет проанализировать разнообразные факторы покупательских предпочтений и успешно создавать дизайн для различных целевых групп покупателей. На протяжении 40 лет он консультировал различные мультинациональные компании.

## Основная деятельность
С 1966 года жил в Швейцарии. Его основная деятельность связана с проведением обучающих семинаров для психотерапевтов и поддержкой научных разработок в области цветовой диагностики, а также чтением лекций в Восточной и Западной Европе, США и Австралии.
Также являлся почетным членом международного роршахского общества в Риме, президентом центра диагностики Люшера в Риме и Института Макса Люшера в Падуе.

## Научные труды
- Макс Люшер: «Тест Люшера. Оценка личности через выбор цвета». Rowohlt, Reinbek 1985, ISBN 3-498-03812-5
- Макс Люшер: «Закон гармонии в нас», Ullstein, Berlin 2003, ISBN 3-548-36656-2
- Макс Люшер: «Четырехцветный человек», Ullstein, 2005, ISBN 3-548-36797-6